# Leezen (Holstein)
Leezen település Németországban, Schleswig-Holstein tartományban. Lakosainak száma 1865 fő (2023. december 31.).

## Népesség
A település népességének változása:
| Lakosok száma | 1280 | 1716 | 1754 | 1775 | 1801 | 1865 |
|               | 1975 | 2017 | 2019 | 2021 | 2022 | 2023 |